# Tectaria filisquamata
Tectaria filisquamata är en ormbunkeart som beskrevs av Holtt. Tectaria filisquamata ingår i släktet Tectaria och familjen Tectariaceae. Inga underarter finns listade.